# ماني مارك
ماني مارك (بالألمانية: Manny Marc)‏ هو رابر ودي جيه ألماني، ولد في 21 أبريل 1980 في برلين في ألمانيا.

## وصلات خارجية
- الموقع الرسمي
- ماني مارك على موقع ميوزك برينز (الإنجليزية)
- ماني مارك على موقع ديسكوغز (الإنجليزية)